# Siniperca obscura
Siniperca obscura är en fiskart som beskrevs av Nichols, 1930. Siniperca obscura ingår i släktet Siniperca och familjen Percichthyidae. IUCN kategoriserar arten globalt som livskraftig. Inga underarter finns listade i Catalogue of Life.